# Односи Републике Српске и Абхазије
Односи Републике Српске и Абхазије представљају спољне односе једног од два ентитета у Босни и Херцеговини, Републике Српске и Републике Абхазије, дефакто независне државе на Кавказу, отцијепљене од Грузије. Република Српска и Абхазија немају успостављена дипломатска, конзуларна или привредна представништва.

## Политички историјат
Република Српска је настала 9. јануара 1992. године као Република српског народа Босне и Херцеговине одлуком Скупштине српског народа у Босни и Херцеговини. Општим оквирним споразумом за мир у Босни и Херцеговини из 1995. године постала је међународно призната као ентитет Босне и Херцеговине.
Абхазија или службено Република Абхазија, је фактички независна држава на Кавказу. Прогласила је независност почетком деведесетих година 20. вијека, након распада Совјетског Савеза и рата са Грузијом. Власти Абхазије сматрају Абхазију независном републиком, док је власти Грузије сматрају аутономном републиком у саставу Грузије и оспоравају јој независност. После Рата у Јужној Осетији 2008. године, Абхазију је као независну државу до сада признало седам суверених држава Руска Федерација (признаје Абхазију од 26. августа 2008. године), Никарагва, Венецуела, Науру, Вануату, Тувалу и Сирија.

## Историјат односа
Први сусрет званичника Републике Српске и Републике Абхазије десио се 4. децембра 2015. године када је предсједник Републике Српске Милорад Додик примио службену делегацију Републике Абхазије, предвођену министром иностраних послова Абхазије Чибирка Вјечеславом Андрејевичом. Истог дана градоначелник Бање Луке, Слободан Гаврановић, састао се са државним врхом Републике Абхазије. Ову делегацију је раније примио и Министар за економске односе и регионалну сарадњу Републике Српске Златан Клокић.
Дана 3. октобра 2017. године службена делегација Републике Српске боравила је у званичној посјети Републици Абхазији. Делегацију су чинили предсједник подручне Привредне коморе Бијељина, Михајло Видић, градоначелник града Бијељине Мићо Мићић, и привредник и предсједник Компаније „Боксит” Рајко Дукић. Делегацију је примио предсједник државе Раул Хаџимба.

## Поређење
|                 | Република Српска                                                                                                  | Абхазија             |
| --------------- | --- | -------------------- |
| Становништво    | 1.170.342 (2013)                                                                                                  | 242.862 (2012)       |
| Површина        | 25.053 km | 8.600 km             |
| Главни град     | Бања Лука (де факто) — 135.059 (180.053 шире подручје) Источно Сарајево (Сарајево де јуре) — 59.916 шире подручје | Сухуми — 62.914      |
| Облик владавине | Парламентарна република                                                                                           | Предсједнички систем |
| Званични језик  | Језик српског народа, језик бошњачког народа и језик хрватског народа                                             | Абхаски, Руски       |